# Leichtathletik-Weltmeisterschaften 2011/Teilnehmer (Bulgarien)
| Gelbes Symbol für Goldmedaillen mit stilisierten Olympischen Ringen | Graues Symbol für Silbermedaillen mit stilisierten Olympischen Ringen | Braundes Symbol für Bronzemedaillen mit stilisierten Olympischen Ringen |
| ------------------------------------------------------------------- | --------------------------------------------------------------------- | ----------------------------------------------------------------------- |
| —                                                                   | —                                                                     | —                                                                       |

Der bulgarische Leichtathletik-Verband stellte bei den Leichtathletik-Weltmeisterschaften 2011 im koreanischen Daegu sieben Teilnehmer.

## Ergebnisse

### Männer

#### Sprung/Wurf
| Athlet       | Disziplin  | Qualifikation | Qualifikation | Finale        | Finale        |
| Athlet       | Disziplin  | Weite/Höhe    | Platz         | Weite/Höhe    | Platz         |
| ------------ | ---------- | ------------- | ------------- | ------------- | ------------- |
| Wiktor Ninow | Hochsprung | 2,28 m        | 18            | ausgeschieden | ausgeschieden |

### Frauen

#### Laufdisziplinen
| Athletin         | Disziplin    | Vorlauf    | Vorlauf | Halbfinale    | Halbfinale    | Finale        | Finale        |
| Athletin         | Disziplin    | Zeit       | Platz   | Zeit          | Platz         | Zeit          | Platz         |
| ---------------- | ------------ | ---------- | ------- | ------------- | ------------- | ------------- | ------------- |
| Inna Eftimowa    | 100 m        | 11,36 s    | 23      | ausgeschieden | ausgeschieden | ausgeschieden | ausgeschieden |
| Iwet Lalowa      | 100 m        | 11,10 s    | 1       | 11,23 s       | 6             | 11,27 s       | 7             |
| Iwet Lalowa      | 200 m        | 22,62 s SB | 2       | 23,03 s       | 13            | ausgeschieden | ausgeschieden |
| Wanja Stambolowa | 400 m Hürden | 55,29 s    | 8       | 54,72 s       | 3             | 54,23 s       | 6             |

#### Sprung/Wurf
| Athletin                | Disziplin   | Qualifikation | Qualifikation | Finale        | Finale        |
| Athletin                | Disziplin   | Weite/Höhe    | Platz         | Weite/Höhe    | Platz         |
| ----------------------- | ----------- | ------------- | ------------- | ------------- | ------------- |
| Wenelina Wenewa-Mateewa | Hochsprung  | 1,89 m        | 21            | ausgeschieden | ausgeschieden |
| Andriana Banowa         | Dreisprung  | 13,66 m       | 26            | ausgeschieden | ausgeschieden |
| Radoslawa Mawrodiewa    | Kugelstoßen | 15,76 m       | 25            | ausgeschieden | ausgeschieden |